# 霧雪
霧雪（きりゆき、むせつ）は雪の降り方の一種。霧のような細かい雪の事。

## 特徴
気象観測では、霧雪は結晶の直径が1 mm以下の雪と定義している。
通常の雪と同じような性質を持ち、落下して地面にぶつかったときに弾まない、白くて不透明の結晶という特徴を持つ。結晶は平らな形や細長い形をしたものが多く、層雲に覆われているときや霧がたちこめているときに降る。シャワーのようには降らず、降る量は少ないのが特徴。
霧雨が、雨が蒸発して粒が小さくなったことが原因でできることがあるのとは異なり、霧雪はもともとほとんど成長しなかった粒の小さい雪であることが多い。雪の場合は蒸発せず、溶けて霙や雪あられなどになることが多いためである。

## 観測
国際気象通報式の天気の報告では、霧雪と雪を区分する。霧雪の基本の記号は。
ラジオ気象通報などの日本式天気図では、霧雪と雪を区別しないため雪に含める。
航空気象の通報式では、「降水現象」の欄のSGが霧雪を表す。